# Bodzanów (województwo małopolskie)

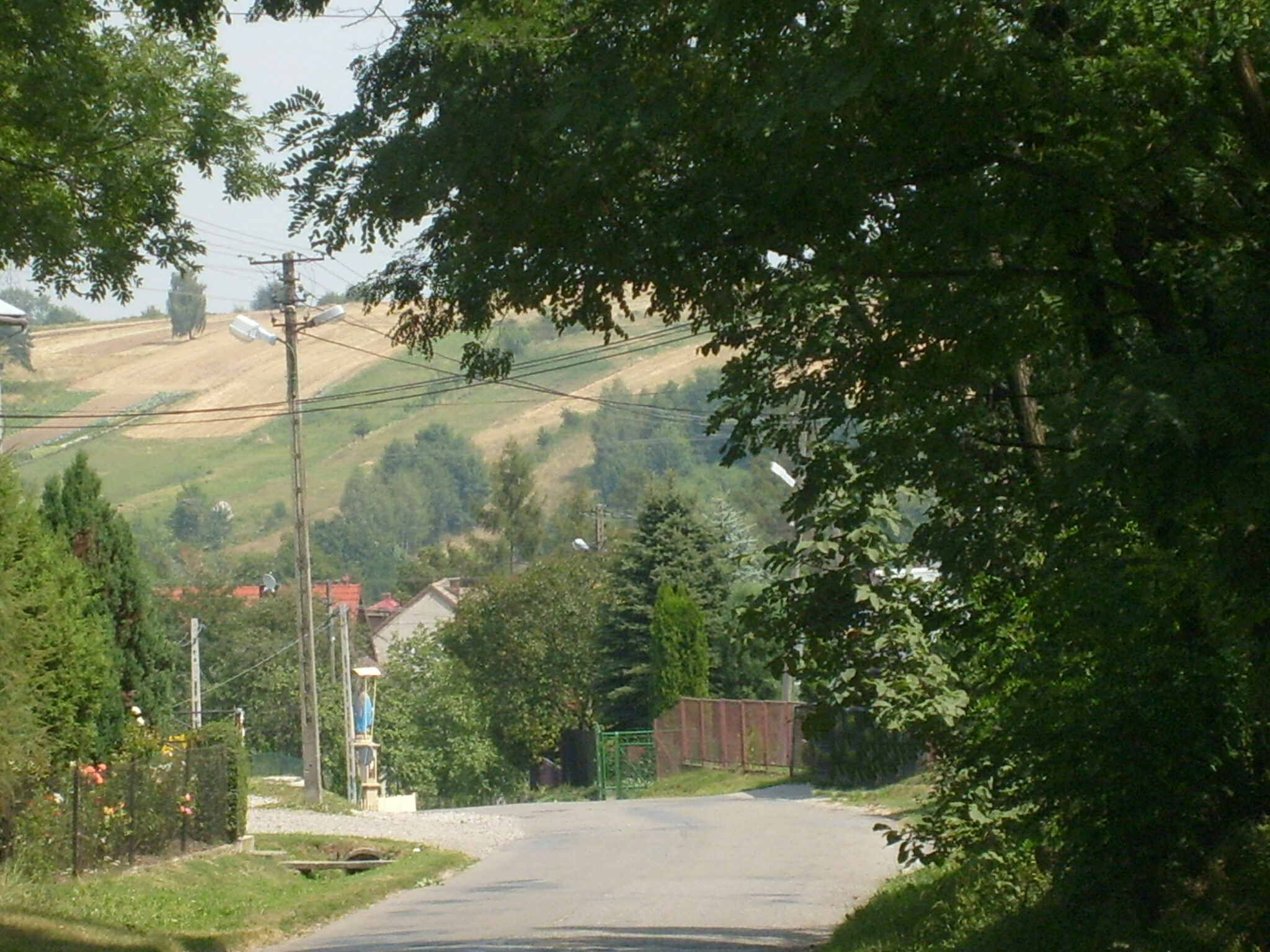
Pańska Góra z Bodzanowa

Bodzanów – wieś w Polsce, położona w województwie małopolskim, w powiecie wielickim, w gminie Biskupice.
W latach 1975–1998 w województwie krakowskim.
Przez obszar Bodzanowa przebiega droga krajowa nr 94 (Jędrzychowice – Targowisko). Jest to największa, zajmująca obszar 617 ha, miejscowość gminy Biskupice.

## Położenie geograficzne
Bodzanów położony jest na jednym z wzniesień Pogórza Wielickiego. Najwyższe wzniesienie zwane Pańską Górą, znajduje się na pograniczu Bodzanowa i Słomiroga. Od strony południowej sąsiaduje z Zabłociem, Szczygłowem i Biskupicami. Od zachodu graniczy z Przebieczanami, a od wschodu ze Słomirogiem i Zagórzem. Od strony północnej sąsiaduje z Ochmanowem, Zakrzowem i Zakrzowcem. Bodzanów położony jest 20 km od centrum Krakowa, a od Wieliczki i Niepołomic dzieli go 6 km.

## Etymologia nazwy
Bodzanów to według prof. Bujaka nazwa dzierżawcza, nawiązująca do nazwiska pierwszego właściciela miejscowości. Zanim Bolesław I Chrobry sprowadził Benedyktynów i osadził ich w Tyńcu, dobra im przyznane należały do rodziny Toporczyków. Nazwisko zasadźcy zaś miało brzmieć Boczan, ewentualnie Bocan.

## Integralne części wsi
| SIMC    | Nazwa       | Rodzaj    |
| ------- | ----------- | --------- |
| 0314939 | Kąty        | część wsi |
| 0314945 | Łaziski     | część wsi |
| 0314951 | Na Podlasiu | część wsi |
| 0314968 | Poddana     | część wsi |
| 0314974 | Rędziny     | część wsi |
| 0314980 | Słomiana    | część wsi |
| 0314997 | Wzory       | część wsi |

## Hydrografia
Przez wieś przepływają dwa cieki wodne. Jednym z nich jest potok zwany Bogusław biorący początek w zachodnim rejonie Biskupic i Przebieczan, zbierający wody z dużych połaci Bodzanowa płynie dalej przez gminę Niepołomice, wpadając do Wisły w miejscowości Grabie. Drugi ciek wodny, to potok Podłęsk biorący początek w południowym rejonie Bodzanowa, w Podłężu łączy się z potokiem Obrzydk i potokiem płynącym ze Staniątek, zwanym Babicą nim wpada do Wisły.

## Gleby
Na terenie Bodzanowa występują czarnoziemy lessowe oraz gleby brunatne.

## Historia
W okresie celtyckim teren, na którym znajduje się wieś, był zamieszkany przez ludność zajmującą się wyrębem lasów, pasterstwem i rolnictwem. Dowodzą tego znalezione przez archeologów przedmioty – głównie resztki naczyń glinianych oraz ślady pieców garncarskich.
Nazwa wsi Bodzanów pojawiła się w dokumencie pisanym pochodzącym z 1044 roku, wydanym w związku ze sprowadzeniem do Wieliczki ojców Benedyktynów. Jako proboszczowie Parafii Wielickiej wspomniani ojcowie otrzymali w uposażeniu 2 wsie: Bodzanów i Sierczę oraz warzelnie soli. Zgodnie z przekazem Długosza Bodzanów miał wówczas 23 łany kmiece, 3 karczmy oraz trzech zagrodników posiadających ziemię.
Spis majątku Zakonu Benedyktynów potwierdza fakt istnienia Bodzanowa już na przełomie XI i XII wieku. Pierwszy kościół w Bodzanowie miał poświęcić św. Stanisław, biskup krakowski, a więc już w XI wieku. W 1325 roku Bodzanów figurował jako parafia płacąca do Rzymu świętopietrze. Wieś opactwa benedyktynów tynieckich w powiecie szczyrzyckim województwa krakowskiego w końcu XVI wieku.

## Zabytki
Obiekt wpisany do rejestru zabytków nieruchomych województwa małopolskiego.
- Kościół parafialny pw. św. Piotra i św. Pawła z otoczeniem.

Inne
- kapliczka wzniesiona na pamiątkę bitwy pod Grunwaldem,
- dawne zabudowania dworskie.

## Kościół w Bodzanowie

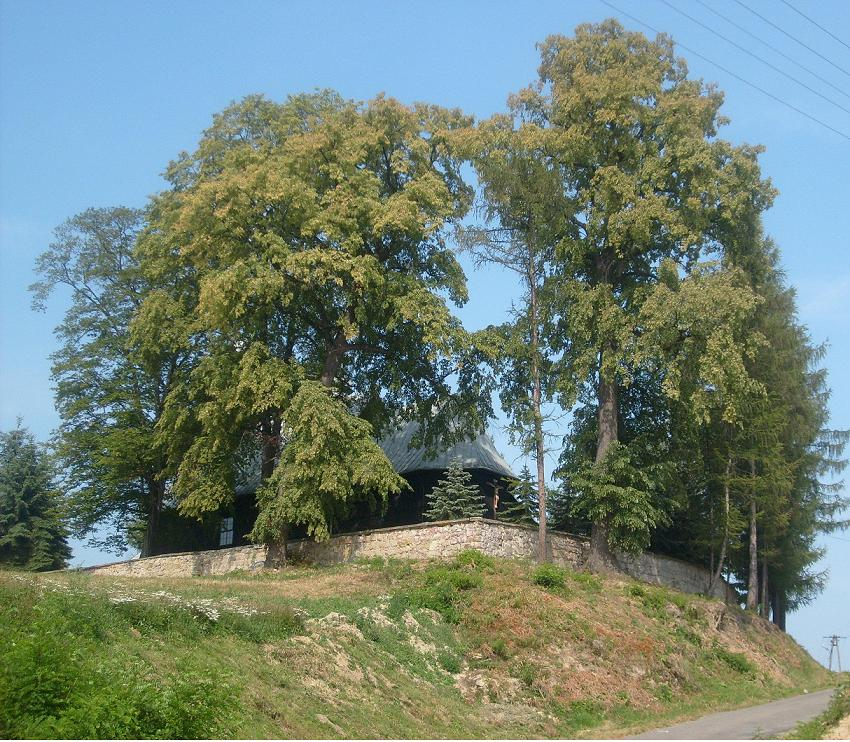
Kościół w Bodzanowie od strony południowej

Parafia pw. Świętych Apostołów Piotra i Pawła w Bodzanowie należy do dekanatu wielickiego. W północno-zachodniej części wsi stoi kościół z 1735 roku – jednonawowa budowla drewniana o konstrukcji zrębowej. Jest to trzecia świątynia zbudowana na tym miejscu. Kościół przebudowano i wyremontowano w latach: 1870, 1910 i 1923, a w 1910 roku od zachodu dobudowano kruchtę. Niska wieża, nakryta daszkiem o kształcie piramidy, wbudowana jest w korpus kościoła. Rokokowe ołtarze – główny i dwa boczne oraz boczny późnobarokowy, pochodzą z trzeciej ćwierci XVIII wieku. W prezbiterium świątyni znajduje się bogato złocony ołtarz, w którym umieszczone są relikwie świętych. Niewielkie tabernakulum w środku ołtarza ozdobione jest malowidłami. Za ołtarzem widnieje obraz Matki Bożej Nieustającej Pomocy. Na zewnątrz wieży kościoła znajduje się figurka św. Floriana, odlana z ołowiu. Na emporze nad głównym wejściem znajdują się zbudowane w 1887 roku przez organmistrza Antoniego Sapalskiego 8-głosowe organy z neobarokowym prospektem.
W sierpniu 2016 roku rozpoczęła się budowa nowego kościoła.

## Szkoła
Szkolnictwo w Bodzanowie sięga swoimi korzeniami XVI wieku, wówczas funkcje oświatowe pełniła parafia. Pierwszy zawodowy nauczyciel rozpoczął nauczanie w 1898 roku. W 1902 roku, nowy nauczyciel Władysław Biestek, doprowadził do budowy szkoły, w 1909 budynek został oddany do użytku. Jesienią 1967 roku oddano do użytku nową szkołę, otrzymała ona imię Wojska Polskiego.

## Sport
W Bodzanowie funkcjonuje klub sportowy Błękitni Bodzanów, założony w 1952. Sekcja piłkarska aktualnie występuje w klasie okręgowej gr. Kraków III. Grają w niej od sezonu 2022/2023.